# 車站前車站 (名古屋市)
車站前車站（日语：／ Ekimae eki */?）是愛知縣名古屋市東区東大曾根町名古屋鐵道瀨戶線的車站（鐵路廢站）。
設置此站主要目的是為了讓瀨戶線乘客於此站轉乘鐵道省（即後來的國鐵和現今的JR東海）中央本線大曾根站。另一方面，此站附近也設有聯絡線連接瀨戶線的大曾根站與中央本線的大曾根站之間。但是在鐵道省的資訊中，指出瀨戶線轉乘中央本線的轉乘站是（瀨戶線）大曾根站而不是此站。

## 歷史
- 1913年（大正2年）7月15日：車站啟用[1]。
- 1944年（昭和19年）：車站被暫停營業[4]。
- 1956年（昭和31年）10月15日：車站被廢除[5]。

## 車站位置
當站前站還在營業時，稱為「大曾根」的車站包括有省線的大曾根站和名鐵的大曾根站，另外名古屋市電還有一座名為「大曾根電停」的電車站。兩座車站與一座電車站都分別在不同位置，不像現時一樣集結在一起。市電在後來建設名古屋市電大曾根線，把市電網絡延伸至大曾根站附近，並於延伸至該處的電車站名稱定為東大曾根電停。使3間公司的大曾根站分別轉乘不同路線，省線大曾根駅可轉乘站前站，名鐵大曾根站可轉乘市電東大曾根電車站，市電大曾根電車站可轉乘名鐵森下站。

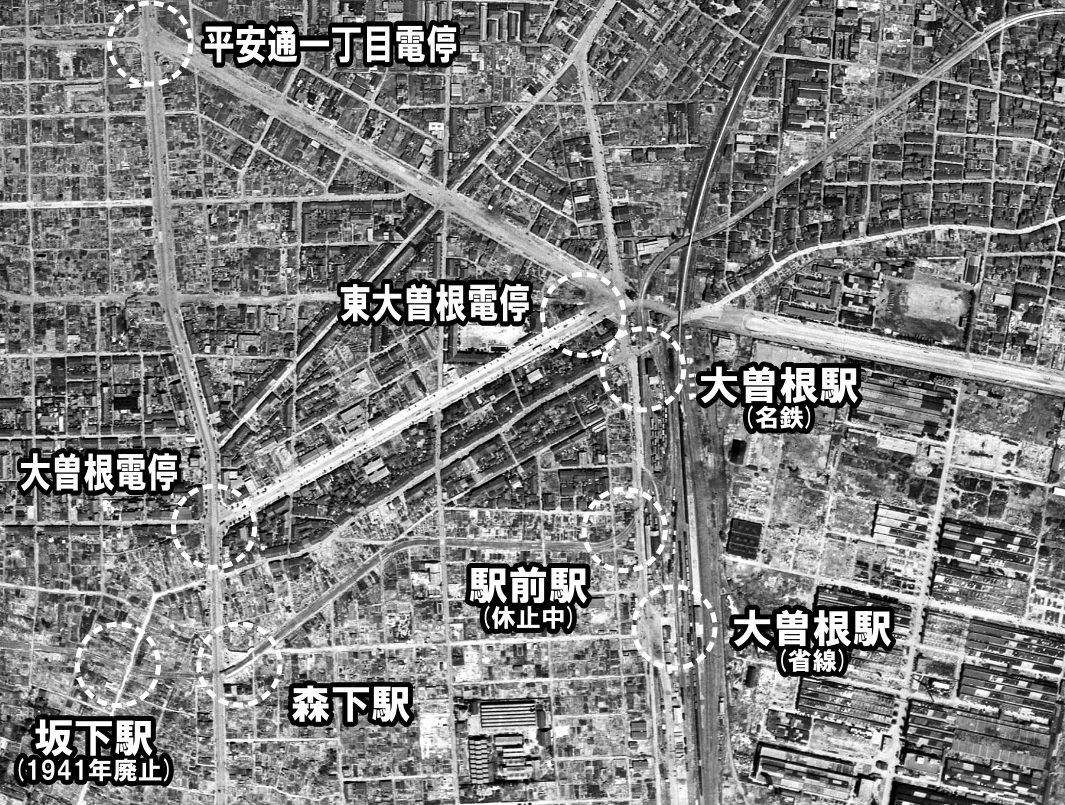
省線大曾根站、名鐵大曾根站、站前站、市電大曾根電車站和東大曾根電車站的位置圖
基於日本國土交通省之国土画像情報（彩色航拍）製作。

## 相鄰車站
名古屋鐵道（名鐵）
瀨戶線
森下－站前－大曾根

## 注腳
1. 1 2 3 4  鐵道省 編 『鉄道停車場一覧 昭和12年10月1日現在』p.366 川口印刷所出版部 1934年 國立國會圖書館數碼化收藏
2. ↑  瀨戶市史編纂委員會（編）附圖，瀨戶市，2006年。
3. ↑  今尾惠介（監修）.  7 東海. 新潮社. 2008: 46. ISBN 978-4-10-790025-8 （日语）.
4. ↑  名古屋鉄道広報宣伝部（編）. . 名古屋鉄道. 1994: 879 （日语）.
5. ↑  名古屋鉄道広報宣伝部（編）. . 名古屋鉄道. 1994: 996 （日语）.
6. ↑  今尾惠介（監修）.  7 東海. 新潮社. 2008: 23. ISBN 978-4-10-790025-8 （日语）.

## 相關項目
- 站前停留場 - 也是位於愛知縣的電車站，所屬路線為豐橋鐵道東田本線。在日本各地都有以「○○站前」命名的車站/電車站。但是沒有「○○」，純粹以「站前」命名的車站/電車站只有此站和該站。
- 聯絡口站（日语：日方駅） - 野上電氣鐵道（日语：野上電気鉄道）野上線的車站。設置此站目的是為了連接國鐵紀勢本線海南站（正式來說，聯絡口站是被視為日方站範圍內）。在1994年，隨著野上線廢除而廢站。